# Rosaster nannus
Rosaster nannus är en sjöstjärneart som beskrevs av Fisher 1913. Rosaster nannus ingår i släktet Rosaster och familjen ledsjöstjärnor.
Artens utbredningsområde är Filippinerna. Inga underarter finns listade i Catalogue of Life.